# Палмин шећер
Палмин шећер је природни заслађивач, који се добија од цветова шећерне палме.

## О палмином шећеру
Шећерна палма представља једну од врста дрвета палме, која је карактеристична за Африку, Азију и Нову Гвинеју. Такође, може да успе и у Камбоџи, Вијетнаму, Непалу, Индонезији, Кини и другим земљама, због тога што су климатски услови слични. Шећерна палма цвета у виду малих цветова из којих се добија палмин шећер.
Палмин шећер је важан заслађивач, који може имати кристалну или зрнасту структуру. Боја палминог шећера је карамел или браон боја. Има сладак укус, који ни мало не заостаје за обичним шећером. Палмин шећер се добро раствара у напицима и лако се топи при загревању. Ова врста шећера у себи садрже бројне корисне елементе, као што су угљени хидрати, гвожђе, калијум, натријум, магнезијум, калцијум, цинк. Такође, је извор витамина Б1, витамина Б2, витамина Б3 и витамина Б6.
Нерафинисани палмини шећер садржи висок проценат сахарозе, фруктозе и глукозе.

## Производња
Палмин шећер се добија од нектара цветова шећерне палме. Прво се цветови пажљиво прераде процесом екстракције и добијена течност се сакупи у посебним посудама. Та течност се загрева и кува, док се не згусне и не добије форму сирупа. После се сируп оставља неко време док се не кристалише. Добијени кристали могу бити различитог облика и обично им боја варира од златне до браон.

## Производи у којима се може наћи палмин шећер
Палмин шећер се по укусу не разликује од обичног шећера, тако да му је адекватна замена. Због особине да се лако топи, и што је сладког укуса, може се наћи у разним кексовима, галетама, мафинама, колачима, кремовима, воћним јогуртима и разним другим десертима. Може се ставити и у чај или кафу, може послужити и као заслађивач разним шејковима, воћним соковима, смутију, итд